# Tim Boetsch
Pour les articles homonymes, voir Boetsch.
Timothy Alexander Boetsch, né le 28 janvier 1981 à Lincolnville dans le Maine, est un pratiquant professionnel américain d'arts martiaux mixtes. Il combat actuellement à l'Ultimate Fighting Championship dans la division poids moyens. Il est aussi ceinture noire de jeet kune do.

## Parcours en arts martiaux mixtes

### Retour à l'UFC
Après deux défaites consécutives, Tim Boetsch est annoncé face au dernier champion poids moyens du Strikeforce, Luke Rockhold dans un match prévu pour l'UFC 166, le 19 octobre 2013. Cependant, Rockhold se blesse au genou à un mois de l'échéance et est alors remplacé par C.B. Dollaway. Dollaway écope d'une déduction d'un point repris par deux fois par l'arbitre pour des doigts dans les yeux et le match se conclut par une victoire de Boetsch par décision partagée et donc un peu contestée.
L'affrontrement face à Luke Rockhold a finalement lieu lors de l'UFC 172 du 26 avril 2014. Rockhold remporte l'affrontement dès le 1er round en soumettant par kimura son adversaire pris dans un triangle inversé.

## Palmarès

### Distinctions
- Ultimate Fighting Championship
  - Combat de la soirée (1 fois)
  - Performance de la soirée (1 fois)

### Palmarès en arts martiaux mixtes
| 34 combats     | 21 victoires | 13 défaites |
| Par KO         | 13           | 4           |
| Par soumission | 3            | 5           |
| Sur décision   | 5            | 4           |

| Résultat | Record | Adversaire           | Méthode                                         | Événement                                  | Date             | Round | Temps | Lieu                                       | Notes                    |
| -------- | ------ | -------------------- | ----------------------------------------------- | ------------------------------------------ | ---------------- | ----- | ----- | ------------------------------------------ | ------------------------ |
| Défaite  | 21-13  | Omari Akhmedov       | Décision unanime                                | UFC Fight Night 146 - Lewis vs. Dos Santos | 9 mars 2019      | 3     | 5:00  | Wichita, Kansas, États-Unis                |                          |
| Défaite  | 21-12  | Antonio Carlos Jr.   | Soumission (étranglement arrière)               | UFC on Fox 29 - Poirier vs. Gaethje        | 14 avril 2018    | 1     | 4:28  | Glendale, Arizona, États-Unis              |                          |
| Victoire | 21-11  | Johny Hendricks      | TKO (coup de tête et coups de poing)            | UFC Fight Night 112 - Chiesa vs. Lee       | 25 juin 2017     | 2     | 0:46  | Oklahoma City, Oklahoma, États-Unis        |                          |
| Défaite  | 20-11  | Ronaldo Souza        | Soumission (Kimura)                             | UFC 208 - Holm vs. De Randamie             | 11 février 2017  | 1     | 3:41  | Brooklyn, New York, États-Unis             |                          |
| Victoire | 20-10  | Rafael Natal         | KO (coups de poing)                             | UFC 205 - Alvarez vs. McGregor             | 12 novembre 2016 | 1     | 3:22  | New York, États-Unis                       |                          |
| Victoire | 19-10  | Josh Samman          | TKO (coups de poing)                            | UFC Fight Night : McDonald vs. Lineker     | 13 juillet 2016  | 2     | 3:49  | Sioux Falls, Dakota du Sud, États-Unis     |                          |
| Défaite  | 18-10  | Ed Herman            | TKO (coup de genou et coups de poing)           | UFC Fight Night: Dillashaw vs. Cruz        | 17 janvier 2016  | 2     | 1:39  | Boston, Massachusetts, États-Unis          |                          |
| Défaite  | 18-9   | Dan Henderson        | KO (poings)                                     | UFC Fight Night: Boetsch vs. Henderson     | 6 juin 2015      | 1     | 0:28  | La Nouvelle-Orléans, Louisiane, États-Unis |                          |
| Défaite  | 18-8   | Thales Leites        | Soumission technique (Étranglement en triangle) | UFC 183: Silva vs. Diaz                    | 31 janvier 2015  | 2     | 3:45  | Las Vegas, Nevada, États-Unis              | Combat de la soirée      |
| Victoire | 18-7   | Brad Tavares         | TKO (poings)                                    | UFC Fight Night: Bader vs. St. Preux       | 16 août 2014     | 2     | 3:18  | Bangor, Maine, États-Unis                  | Performance de la soirée |
| Défaite  | 17-7   | Luke Rockhold        | Soumission (kimura dans triangle inversé)       | UFC 12: Jones vs. Teixeira                 | 26 avril 2014    | 3     | 5:00  | Baltimore, Maryland, États-Unis            |                          |
| Victoire | 17-6   | C.B. Dollaway        | Décision partagée                               | UFC 166: Velasquez vs. Dos Santos III      | 19-10-2013       | 3     | 5:00  | Houston, Texas, États-Unis                 |                          |
| Défaite  | 16-6   | Mark Muñoz           | Décision unanime                                | UFC 162: Silva vs. Weidman                 | 2013-07-06       | 3     | 5:00  | Las Vegas, Nevada, États-Unis              |                          |
| Défaite  | 16-5   | Costa Philippou      | TKO (coups de poing)                            | UFC 155: Dos Santos vs. Velasquez II       | 2012-12-29       | 3     | 2:11  | Las Vegas, Nevada, États-Unis              |                          |
| Victoire | 16-4   | Hector Lombard       | Décision partagée                               | UFC 149: Faber vs. Barão                   | 2012-07-21       | 3     | 5:00  | Calgary, Alberta, Canada                   |                          |
| Victoire | 15-4   | Yushin Okami         | TKO (coups de poing)                            | UFC 144: Edgar vs. Henderson               | 2012-02-26       | 3     | 0:54  | Saitama, Japon                             |                          |
| Victoire | 14-4   | Nick Ring            | Décision unanime                                | UFC 135: Jones vs. Rampage                 | 2011-09-24       | 3     | 5:00  | Denver, Colorado, États-Unis               |                          |
| Victoire | 13-4   | Kendall Grove        | Décision unanime                                | UFC 130: Rampage vs. Hamill                | 2011-05-28       | 3     | 5:00  | Las Vegas, Nevada, États-Unis              | Début en poids moyen     |
| Défaite  | 12-4   | Phil Davis           | Soumission (kimura)                             | UFC 123: Rampage vs. Machida               | 2010-11-20       | 2     | 2:55  | Auburn Hills, Michigan, États-Unis         |                          |
| Victoire | 12-3   | Todd Brown           | Décision unanime                                | UFC 117: Silva vs. Sonnen                  | 2010-08-07       | 3     | 5:00  | Oakland, Californie, États-Unis            |                          |
| Victoire | 11-3   | Reese Shaner         | KO (coups de poing)                             | NAFC: Stand Your Ground                    | 2010-04-03       | 1     | 1:05  | West Allis, Wisconsin, États-Unis          |                          |
| Victoire | 10-3   | Rudy Lindsey         | Soumission (étranglement en guillotine)         | 5150 Combat League: New Year's Revolution  | 2010-01-16       | 2     | 1:55  | Tulsa, Oklahoma, États-Unis                |                          |
| Victoire | 9-3    | Aaron Stark          | Soumission (étranglement en guillotine)         | KOTC: Thunderstruck                        | 2009-08-15       | 2     | 1:18  | Everett, Washington, États-Unis            |                          |
| Défaite  | 8-3    | Jason Brilz          | Décision unanime                                | UFC 96: Jackson vs. Jardine                | 2009-03-07       | 3     | 5:00  | Columbus, Ohio, États-Unis                 |                          |
| Victoire | 8-2    | Michael Patt         | TKO (coups de poing)                            | UFC 88: Breakthrough                       | 2008-09-06       | 1     | 2:03  | Atlanta, Géorgie, États-Unis               |                          |
| Défaite  | 7-2    | Matt Hamill          | TKO (coups de poing)                            | UFC Fight Night: Florian vs. Lauzon        | 2008-04-02       | 2     | 1:25  | Broomfield, Colorado, États-Unis           |                          |
| Victoire | 7-1    | David Heath          | TKO (slam et coups de poing)                    | UFC 81: Breaking Point                     | 2008-02-02       | 1     | 4:52  | Las Vegas, Nevada, États-Unis              |                          |
| Défaite  | 6-1    | Vladimir Matyushenko | Décision unanime                                | IFL: 2007 Semifinals                       | 2007-08-02       | 3     | 4:00  | East Rutherford, New Jersey, États-Unis    |                          |
| Victoire | 6-0    | Brendan Barrett      | Soumission (étranglement en guillotine)         | Extreme Challenge 81                       | 2007-07-28       | 2     | 3:00  | West Orange, New Jersey, États-Unis        |                          |
| Victoire | 5-0    | Oleg Savitsky        | TKO (coups de poing)                            | Extreme Challenge 78                       | 2007-06-09       | 1     | 3:27  | Asbury Park, New Jersey, États-Unis        |                          |
| Victoire | 4-0    | Lewis Pascavage      | TKO (coups de poing)                            | Reality Fighting 15                        | 2007-05-19       | 1     | 0:20  | Atlantic City, New Jersey, États-Unis      |                          |
| Victoire | 3-0    | Hazim Ibrahim        | Soumission (coups de poing)                     | Extreme Challenge 75                       | 2007-03-23       | 1     | 1:10  | Trenton, New Jersey, États-Unis            |                          |
| Victoire | 2-0    | Hazim Ibrahim        | TKO (coups de poing)                            | RF 14: Fall Brawl                          | 2006-11-18       | 1     | 3:47  | Atlantic City, New Jersey, États-Unis      |                          |
| Victoire | 1-0    | Demian Decorah       | Soumission (coups de poing)                     | Madtown Throwdown 9                        | 2006-10-14       | 3     | 1:27  | Madison, Wisconsin, États-Unis             |                          |